# Tuarangiida
De Tuarangiida zijn een orde van uitgestorven tweekleppigen.

## Taxonomie
De volgende taxa zijn bij de orde ingedeeld:
- Familie  † Tuarangiidae MacKinnon, 1982
  - Geslacht  † Tuarangia Mackinnon, 1982
    -  † Tuarangia gravgaerdensis Berg-Madsen, 1986[2]
    -  † Tuarangia paparua Mackinnon, 1982